# Bolesław Bolanowski
Bolesław Jerzy Bolanowski (ur. 1932 w Rzęśnie Polskiej, zm. 7 stycznia 2019 w Łodzi) – polski specjalista w dziedzinie aparatów elektrycznych, profesor Politechniki Łódzkiej.

## Życiorys
Syn Franciszka i Józefy. W 1958 ukończył studia na Wydziale Elektrycznym Politechniki Łódzkiej. W latach 1955–2003 był pracownikiem Wydziału Elektrycznego Politechniki Łódzkiej. Pełnił funkcję Dziekana Wydziału Elektrycznego w latach 1981–1986. Był Prorektorem Politechniki Łódzkiej ds. nauki i rozwoju w latach 1990-1996. Ponadto był inicjatorem powołania i pierwszym dyrektorem Instytutu Aparatów Elektrycznych PŁ (1985–1986).
Kierunki pracy naukowej, badawczej i dydaktycznej profesora to: teoria elektrycznego łuku łączeniowego, budowa i badania układów gaszeniowych aparatów niskiego napięcia, budowa i eksploatacja aparatów energoelektrycznych, aparatury trakcyjnej, układy zasilania sieci urządzeń elektronicznych.
Opublikował około 130 publikacji i około 115 ważniejszych opracowań dla przemysłu, monografię, skrypty. Był promotorem 6 doktoratów. Był współtwórcą i kierownikiem laboratoriów zwarciowych i trwałości łączeniowej aparatów niskiego napięcia. Ponadto był organizatorem (współorganizatorem) 6 międzynarodowych konferencji Switching Arc Phenomena oraz Przewodniczącym Rady Naukowej Ośrodka Badawczo Rozwojowego Aparatów ORAM (1972-2000). Członek wielu organizacji naukowych i zawodowych. Posiada wiele wyróżnień i odznaczeń państwowych i zawodowych.

## Odznaczenia

### Państwowe
- Złoty Krzyż Zasługi (1976)
- Krzyż Kawalerski Orderu Odrodzenia Polski (1977)
- Medal 40-lecia Polski Ludowej (1984)
- Medal Komisji Edukacji Narodowej (1991)
- Krzyż Oficerski Orderu Odrodzenia Polski (1996)[4]

### Stowarzyszeniowe
- Srebrna Odznaka Honorowa NOT (1981)
- Złota Odznaka Honorowa NOT (1985)
- Srebrna Odznaka Honorowa SEP (1969)
- Złota Odznaka Honorowa SEP (1978)
- Medal-Dni Techniki Rejonu Częstochowskiego (1978)
- Medal Pamiątkowy XXIV Walnego Zjazdu Delegatów SEP (1987)
- Medal Pamiątkowy 60-lecia O/Ł SEP (1979)
- Medal prof. Janusza Groszkowskiego (1999)
- Medal Kazimierza Szpotańskiego za zasługi dla przemysłu elektrotechnicznego i fizyki (1999)
- Medal Nieczysława Pożaryskiego
- Medal prof. Stanisława Fryzego (2002, 2004)
- Medal XXV lat PTETiS (1996)
- Medal 90-lecia SEP (2009)

### Miasta Łodzi
- Honorowa Odznaka Miasta Łodzi (1989)
- Odznaka „Za Zasługi dla Miasta Łodzi” (1995)
- Medal Jubileuszowy XXXV-lecia Uczelni (1980)
- Medal Switching Arc Phenomena (1985)
- Odznaka zasłużonego dla Politechniki Łódzkiej (1990)
- Medal 40-lecia Politechniki Łódzkiej (1983)
- Medal 50-lecia Politechniki Łódzkiej (1995)
- Medal 60-lecia Politechniki Łódzkiej (2005)

### Inne
- Złota Odznaka AZS (1982)
- Srebrna Odznaka „Zasłużony Działacz Kultury Fizycznej” (1983)
- Medal im. Jerzego Szajnowicza-Iwanowa za zasługi dla rozwoju studenckiej kultury fizycznej SZSP-ZAS (1982)
- Medal – 25 lat Wyższej Szkoły Morskiej w Gdyni, Daru Pomorza (1994)
- Odznaka zasłużonego działacza ruchu spółdzielczego (2003)
- Medal 50 lat Elektryfikacji Kolei polskich (1986)
- Medal 60 lat Fabryki Transformatorów i Aparatury Trakcyjnej (1985)
- Slovenska Skola Technicka v Bratyslavie (1994)
- Wyższa Szkoła Humanistyczno-Ekonomiczna w Łodzi (2007)
- Medaglia Pontificia Anno XVII – Jana Pawła II od Arcybiskupa Łodzi (1996)
- Medal Towarzystwa Brata Alberta O/Ł wspólnie z Lucyną (2000)
- Medal 15-lecia Spółdzielni Mieszkaniowej im. W. Jagiełły (2010)
- Medal Dni Spółdzielczości Regionu Łódzkiego (2012)